# Semat
Semat war eine altägyptische Königin der 1. Dynastie und möglicherweise eine Gemahlin von König Den.

## Zur Person
Über Königin Semat ist so gut wie nichts bekannt, lediglich ihre Grabstele wurde in einem der Nebengräber von König Dens Nekropole in Abydos entdeckt. Sie trug die Titel „Die den Horus schauen darf“ und „Die den Seth trägt“. Die Lesung ihres Namens ist in der Forschung umstritten, es wurde auch die Lesung wdpw („Dienerin“) vorgeschlagen. Bis zum Beginn der 2. Dynastie war es altägyptische Tradition, dass ein Teil der Angehörigen des Königshauses in Nebengräbern bestattet wurde, die architektonisch direkt in die königliche Grabanlage integriert waren. Diese Tradition wurde unter König Qaa mit dessen Regierungsende aus noch nicht näher geklärten Gründen aufgegeben.
Die Stele befand sich im Ägyptischen Museum in Berlin unter der Inventarnummer 15484. Sie wurde im Zweiten Weltkrieg zerstört.